# Karl Dienstbach
Karl Dienstbach (* 6. Oktober 1900 in Frankfurt am Main; † 30. Juli 1977 in Ost-Berlin) war ein deutscher Kommunist, Interbrigadist und Offizier bei der Volkspolizei (VP) der DDR.

## Leben
Karl Dienstbach schloss sich früh der Arbeiterbewegung an, bereits 1916 wurde er Gewerkschaftsmitglied. Seit 1925 war er Mitglied der Kommunistischen Partei Deutschlands (KPD) und wurde Ende der 1920er Jahre in der Revolutionären Gewerkschafts-Opposition (RGO) aktiv. 1930 wurde er Funktionär der 1921 in Moskau gegründeten Roten Gewerkschafts-Internationale.
Er war ab 1930 Parlamentarier der KPD in Hessen-Nassau. Im März 1931 wurden Dienstbach und das Mitglied der RGO-Reichsleitung Erich Steffen in Ludwigshafen am Rhein unter dem Verdacht festgenommen, Industriespionage in den I.G. Farbenwerken für die Sowjetunion zu betreiben. In einem Prozess vor dem Landgericht Frankenthal (Pfalz) wurde er zu zwei Jahren Gefängnis verurteilt.
Vor Antritt der Haftstrafe gelang ihm 1932 die Emigration in die Sowjetunion, wo er unter anderem die Internationale Lenin-Schule besuchte und eine militärische Ausbildung erhielt. Während des Spanischen Bürgerkriegs kämpfte er auf Seiten der Republik in den Internationalen Brigaden als Kommandeur in einer Panzerbrigade. Nach Ende des Spanischen Bürgerkriegs kehrte er über verschiedene Länder in die Sowjetunion zurück. Nach dem Überfall Deutschlands auf die UdSSR wirkte Dienstbach unter anderem für das Nationalkomitee Freies Deutschland im Kriegsgefangenenlager Nr. 68 in Tscheljabinsk als Politinstrukteur.
Nach Ende des Zweiten Weltkriegs war er zunächst ab 1947 als Vorsitzender der Gewerkschaft im Stadtbezirk Berlin-Mitte tätig. 1950 trat er in die Deutsche Volkspolizei ein und war später in leitenden Funktionen der Kriminalpolizei tätig. Zuletzt hatte er den Rang eines Obersts der VP.

## Auszeichnungen
- Hans-Beimler-Medaille
- 1970: Vaterländischer Verdienstorden in Gold[8]
- 1975: Ehrenspange zum Vaterländischen Verdienstorden in Gold[9]

## Privates

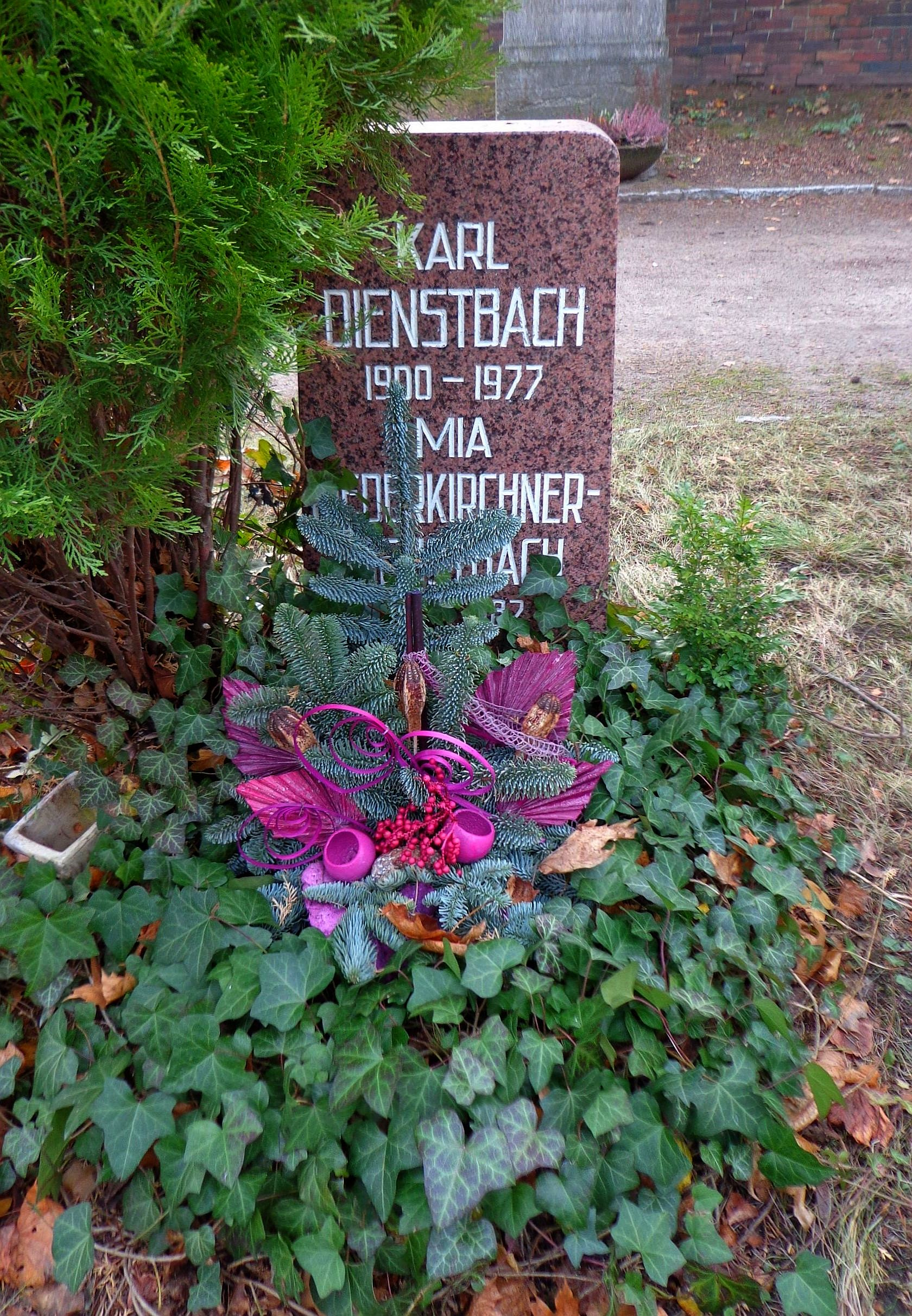
Grabstätte

Karl Dienstbach war mit Mia Niederkirchner-Dienstbach (1911–1982) verheiratet, der Tochter von Michael Niederkirchner (1882–1949), und war somit der Schwager von Käthe Niederkirchner (1909–1944). Käte Niederkirchner (1944–2019) war seine Tochter.
Die Urnen Karl Dienstbachs und seiner Ehefrau Mia Niederkirchner wurden in der Grabanlage „Pergolenweg“ des Zentralfriedhofs Friedrichsfelde in Berlin-Lichtenberg beigesetzt.